# Ina Hüging
Ina Hüging (* 7. Januar 1980 in Quedlinburg) ist eine deutsche Schwimmerin und Olympiateilnehmerin.
Die 1,78 m große und 59 kg schwere Athletin startete für die SG Schwimmen Münster.
Sie gewann 1997 die Deutsche Meisterschaft über 100 m Brust. Über 200 m Brust wurde sie 1999 Dritte und 2000 Vizemeisterin.
Bei den Olympischen Spielen 2000 in Sydney ging sie über 200 m Brust an den Start. Mit 2:30,00 min wurde sie 17. des Vorlaufs (unter 35 Teilnehmerinnen) und verpasste das B-Finale nur um 1 Platz.
Ina Hüging zählte zum Aufgebot des DSV für die Europameisterschaften 1997 in Sevilla sowie 2000 in Helsinki. In Helsinki erreichte sie über 200 m Brust das Finale.